# Cantó de La Ròcabrussana
El cantó de La Ròcabrussana és un cantó francès del departament de la Var, situat al districte de Brinhòla. Té 8 municipis i el cap és La Ròcabrussana.

## Municipis
- Forcauqueiret
- Gareut
- Masaugas
- Meonas
- Neolas
- Ròcbaron
- La Ròcabrussana
- Santa Anastasia d'Içòla

## Història
| Data d'elecció                           | Identitat    | Partit                                  | Qualitat |
| ---------------------------------------- | ------------ | --------------------------------------- | -------- |
| 1964-1994                                | Paul Émeric  | SFIO, després PS, després Divers gauche |          |
| 1994-2008                                | Gérard Fabre | UDF, després UMP                        |          |
| 2008-                                    | André Guiol  | PS                                      |          |
| les dades anteriors no són pas conegudes |              |                                         |          |
|                                          |              |                                         |          |

| 1962  | 1968  | 1975  | 1982  | 1990   | 1999   | 2006   |
| ----- | ----- | ----- | ----- | ------ | ------ | ------ |
| 3.068 | 3.565 | 3.986 | 6.840 | 11.540 | 16.151 | 19.273 |